# Оттон I фон Зальм
Оттон I фон Зальм (нем. Otto I. von Salm; ок. 1085/1087 — 1150) — граф Зальма с 1088 года, Райнека и Бентхейма, с 1140 года титулярный пфальцграф Рейнский. Сын антикороля Германа фон Зальма и его жены Софии фон Формбах.

## Биография
В 1088 году наследовал отцу вместе со старшим братом — Германом II.
Около 1115 года Оттон I женился на Гертруде фон Нордхейм, дочери Генриха Толстого — графа Фрисландии и Нордхейма, вдове пфальцграфа Рейнского Зигфрида.
Построил замок Райнек и с 1126 года называл себя графом фон Райнек. Также в его владения входил Бентхейм — приданое жены.
Оттон входил в ближайшее окружение императора Лотаря Супплинбургского — своего родственника (их жёны были сёстрами).
После смерти бездетного пасынка, пфальцграфа Рейнского Вильгельма Балленштедта (1140), Оттон фон Райнек предъявил права на его владения. Вероятно, он какое-то время был соправителем Вильгельма, поскольку в нескольких документах 1136—1138 годов назван с титулом «comes palatinus». Однако король Конрад III объявил пфальцграфство выморочным леном и передал его сначала своему единоутробному брату Генриху Язомирготту, затем другому родственнику — Герману фон Шталеку.

## Семья
Дети:
- Оттон II (ок. 1115—1149), претендент на пфальцграфство Рейнское, в 1148 году попал в плен к Герману фон Шталеку и по его приказу был убит.
- София (ум. 1176), наследница Бентхейма, 1-й муж — Дитрих VI Голландский, 2-й муж — Альбрехт Медведь.
- Беатриса, муж — граф Вильбранд I фон Локкум-Халлермунд.